# Маляевские Дачи
Маляевские Дачи — хутор в Среднеахтубинском районе Волгоградской области России. Входит в состав Суходольского сельского поселения.

## География
Южнее хутора находится ерик Каширин, южнее которого расположено озеро Утиное.
Уличная сеть
ул. Новоселов, ул. Солнечная

## Население
| 2010 |
| ---- |
| 0    |